# Châtelperronien
Objets typiques
Pointe de Châtelperron sur lame,
couteau à dos retouché sur éclat allongé
Le Châtelperronien (ou Castelperronien) est une culture préhistorique attestée en France et dans le nord de l'Espagne, actuellement datée d'environ 45 000 à 38 000 ans avant le présent (AP). Sa chronologie l'inclut dans le Paléolithique supérieur, qui commence en Europe vers 47 000 ans AP.
Les publications scientifiques l'attribuent généralement aux derniers Néandertaliens d'Europe, qui, pour certains chercheurs, se seraient acculturés au contact des premiers Hommes modernes arrivés en Europe, et, pour d'autres, auraient innové indépendamment. L'attribution du Châtelperronien aux Néandertaliens n'est toutefois pas complètement assurée, du fait de la rareté et de l'ambigüité stratigraphique des restes humains fossiles liés à la culture matérielle du Châtelperronien.

## Historique
Le Châtelperronien doit son nom au site de la grotte des Fées, à Châtelperron, dans l'Allier, en Auvergne. Il a été défini par l'abbé Henri Breuil en 1906.
Il correspond au Périgordien ancien défini par Denis Peyrony en 1933. D'anciennes études l'ont parfois appelé « Aurignacien inférieur », comme celle de Denis Peyrony (1922), « en accord avec l’abbé Breuil », pour le niveau de la Ferrassie situé « entre le Moustérien supérieur et l'Aurignacien moyen ».

## Extension géographique
Le Châtelperronien est surtout présent dans le sud-ouest de la France : les Landes (Brassempouy), la Dordogne (La Ferrassie, Combe-Capelle), le Lot (Roc de Combe, Le Piage), la Charente-Maritime (Roche à Pierrot), la Charente (La Quina), la Vienne (Quinçay). On le trouve aussi dans le bassin de la Loire (site éponyme dans l'Allier, la Tour-Fondue à Chauriat en Haute-Loire) et de la Seine (grottes d'Arcy-sur-Cure) ainsi que dans le nord de l'Espagne, en région cantabrique (grotte Morín, El Pendo) et en Catalogne. Le site le plus septentrional connu est celui des Bossats à Ormesson (Seine-et-Marne).

## Chronologie
Roussel & Soressi donnaient en 2014 pour fourchette chronologique au Châtelperronien en France 45 000 à 40 500 ans AP. Jean-Jacques Hublin lui donne en 2021 une fourchette de 45 000 à 38 300 ans AP, sur la base du site de La Ferrassie en Dordogne. Le site des Bossats, à Ormesson, en Seine-et-Marne, pourrait toutefois avoir livré une stratigraphie châtelperronienne s'étendant jusqu'à environ 30 000 ans AP, ce qui constituerait un cas isolé en France à ce jour. La chronologie du Châtelperronien en Espagne serait comparable à celle des sites français.

## Caractéristiques

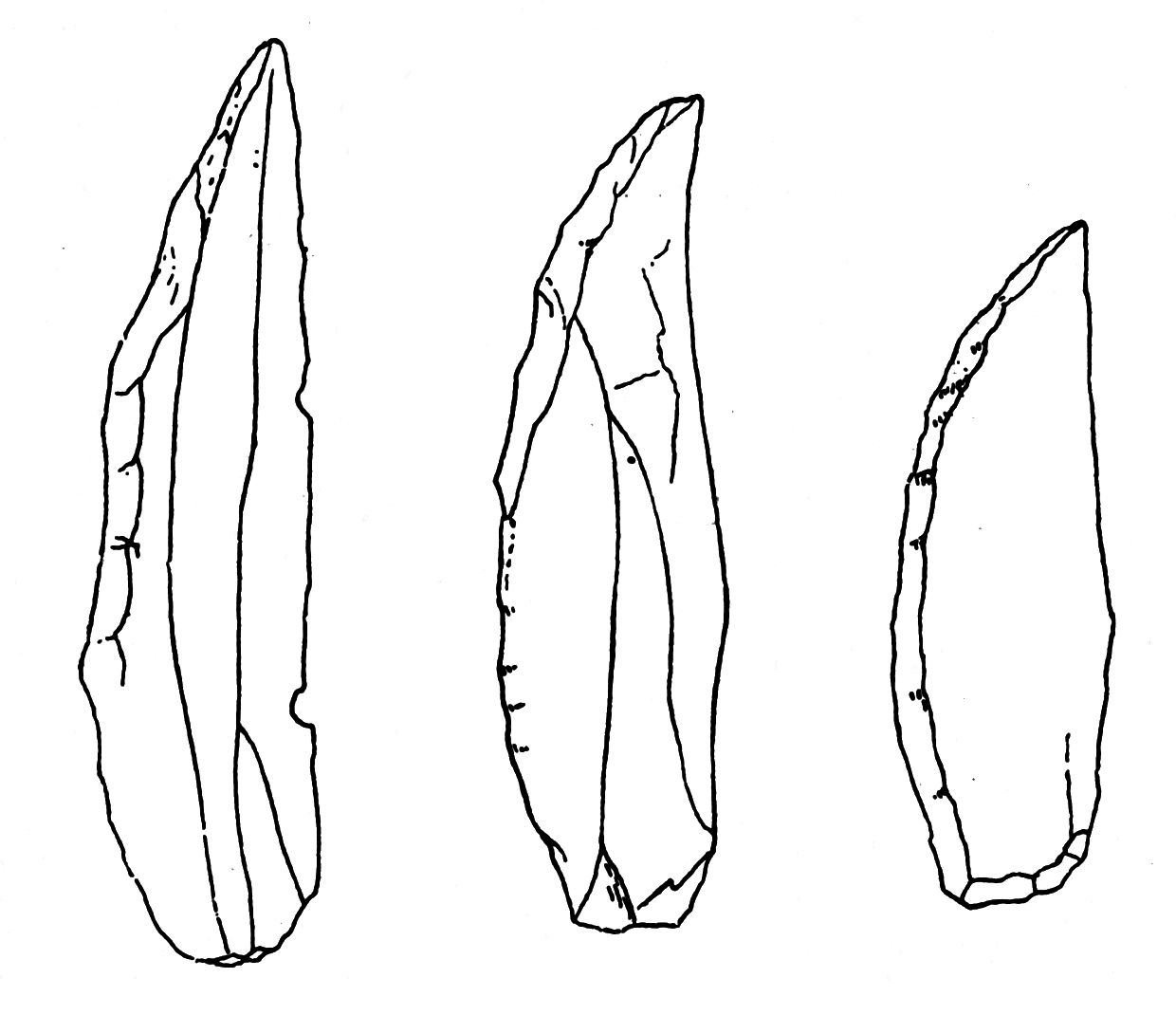
Pointes de Châtelperron.

Les deux fossiles directeurs sont la pointe de Châtelperron sur lame et le couteau à dos retouché sur éclat allongé, qui ne se retrouvent dans aucun autre faciès contemporain d'Europe. La pointe de Châtelperron présente un dos courbe abattu par des retouches abruptes. La forme de ce fossile directeur pourrait être liée à une modalité d'emmanchement à l'aide de matériaux périssables qui ne nous sont pas parvenus.
Outre ces pièces, l'industrie lithique châtelperronienne se caractérise par le développement à grande échelle du débitage de lames, des éclats allongés produits en série et parfois retouchés, modifiés pour réaliser des outils spécialisés (grattoirs, burins, etc.).
Les autres éléments importants de la culture matérielle châtelperronienne sont l'apparition de la parure (pendentifs en os ou en ivoire, dents percées ou rainurées, fossiles aménagés pour la suspension, etc.) et le développement de l'outillage en matières dures animales (lissoirs, épingles, poinçons en os, etc.)

## Stratigraphies incertaines
À la suite des travaux de François Bordes, le Châtelperronien et l'Aurignacien ont longtemps été considérés comme strictement contemporains. Selon cet auteur, les séquences stratigraphiques des gisements de Roc-de-Combe et du Piage auraient démontré cette contemporanéité par l'inter-stratification des deux industries (alternance répétée des deux faciès au cours du temps). Dans ce cadre, le Châtelperronien était interprété par certains comme une « imitation » par les Néandertaliens des comportements des hommes modernes (utilisation de parure, débitage de lames, etc.) par exemple à la suite de contacts.
Toutefois une étude de 2002 a montré que les inter-stratifications supposées résultaient de remaniements post-dépositionnels ou de problèmes de lecture de la stratigraphie,. En réalité, le Châtelperronien se place toujours entre le Moustérien (souvent le Moustérien de tradition acheuléenne ou MTA) et l'Aurignacien.
Une réévaluation en 2005 et 2007 des données du site de la grotte des Fées (Châtelperron) a relancé le débat au sujet de l'inter-stratification Châtelperronien / Aurignacien,. L'existence d'une inter-stratification dans la séquence du site éponyme a été contestée en 2006 de manière radicale, en raison de problèmes de perturbations post-dépositionnelles et du fait du manque de fiabilité de la documentation archéologique.

## L'auteur du Châtelperronien
Le Moustérien de tradition acheuléenne est souvent mentionné (notamment par Henri Breuil) comme précurseur du Châtelperronien, bien que ce dernier soit précédé par le Vasconien dont l'identité indépendante est cependant discutée.
Après les découvertes de Combe-Capelle en 1909, et jusque dans les années 1970, il était généralement admis que les industries châtelperroniennes avaient été réalisées par les Hommes modernes.
Puis interviennent deux découvertes qui amènent à attribuer le Châtelperronien aux Néandertaliens : 
celle de restes humains néandertaliens dans la grotte du Renne, à Arcy-sur-Cure (site fouillé en 1950-1951), mêlés à de délicats outils en os et pièces de collier ; 
et le gisement de la Roche à Pierrot à Saint-Césaire (premières fouilles de 1976 à 1987), où des fossiles néandertaliens sont associés (non sans contestations, en particulier de la part de François Bordes,) à une industrie châtelperronienne,. Depuis, il est généralement admis que le Châtelperronien est dû aux derniers Néandertaliens, au temps de l'arrivée en Europe des premiers Hommes modernes,.
L'origine néandertalienne de fragments osseux de la grotte du Renne à Arcy-sur-Cure a été prouvée en 2016 grâce à l'analyse de leur collagène (richesse en asparagine) et de leur ADN mitochondrial, et leur âge a été estimé autour de 42 000 ans AP.
Pour la Roche à Pierrot à Saint-Césaire, l'association entre Châtelperronien et Néandertaliens est à nouveau contesté en 2018 : une étude est publiée qui reprend à l'aide de méthodes actuelles les travaux des découvreurs de Saint-Césaire. La présence de l'un et l'autre sur ce site n'est pas remise en cause, mais une analyse stratigraphique plus précise dément l'association entre outils châtelperroniens et fossiles néandertaliens,.

## Innovation ou interaction avec l'Homme moderne?
Plusieurs auteurs considèrent que les spécificités culturelles du Châtelperronien ne sont pas liées à l'arrivée des Hommes modernes en Europe de l'Ouest, et qu'elles résultent plus probablement d'une invention indépendante par les Néandertaliens.
Jean-Jacques Hublin et son équipe ont publié en 2020 la présence dans la grotte de Bacho Kiro, en Bulgarie, de vestiges archéologiques ressemblant fortement au Châtelperronien, datés à partir de 47 000 ans AP, et associés à des restes fossiles attribués par leur ADN à Homo sapiens. Cette découverte apporte selon lui la confirmation que cette culture a bien été transmise de l'Homme moderne à l'Homme de Néandertal.